# 丘胡伊夫区

丘胡伊夫區在哈爾科夫州的位置

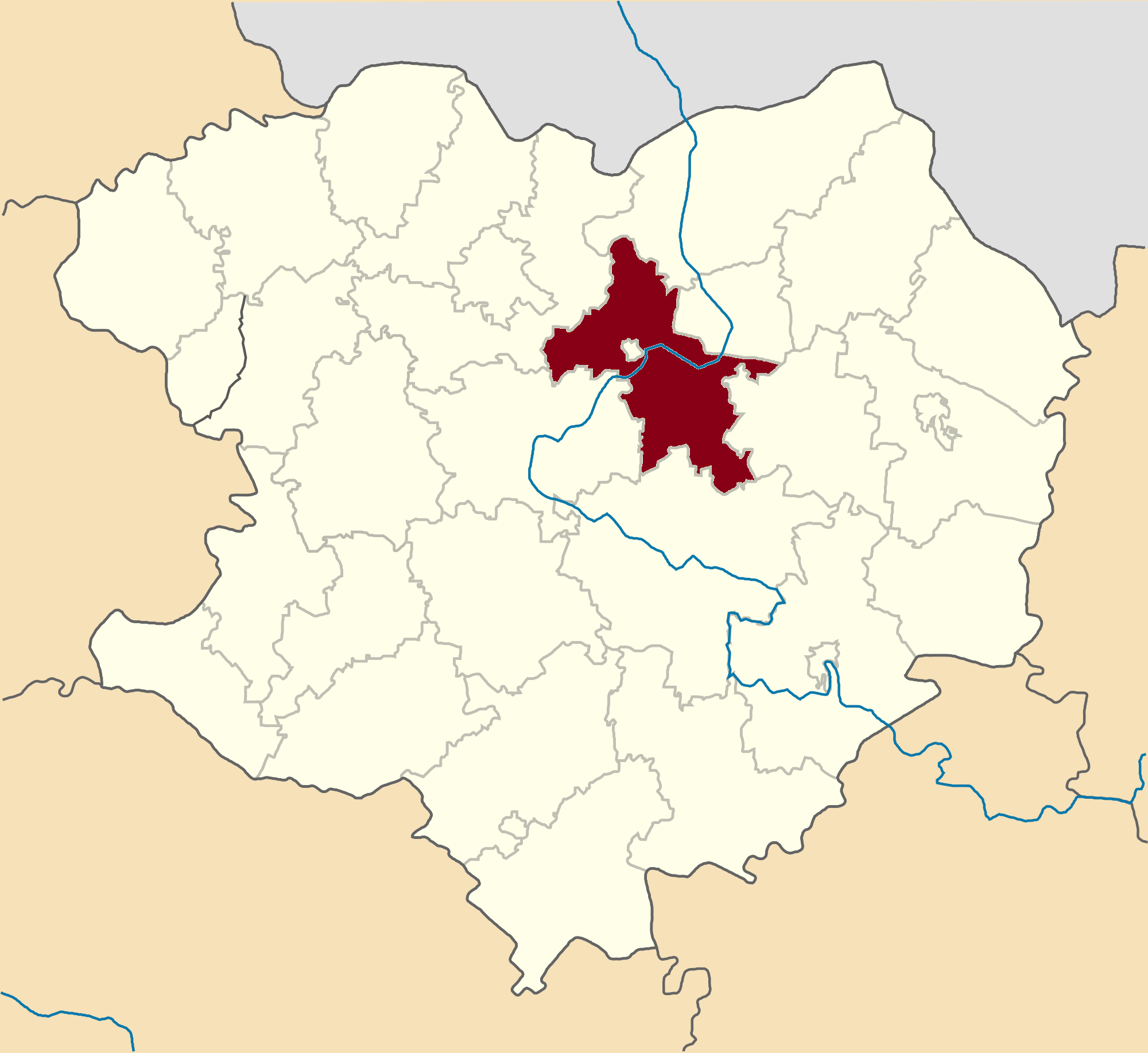
改革前丘胡伊夫區在哈爾科夫州的位置

丘胡伊夫区（烏克蘭語：Чугуївський район），又按俄语名译为丘古耶夫區（俄语：Чугуевский район），是烏克蘭哈爾科夫州的一個区，位於該國東部，区府設於丘胡伊夫，2021年人口数量为197,695人。
2020年7月18日乌克兰施行了行政区划改革，哈爾科夫州的区份数量减至7个，丘胡伊夫區的面积显著扩大。改革前丘胡伊夫區的面積为1,148.61平方公里，2020年人口数量为45,362人。

## 行政區劃
丘胡伊夫區下分為9個市鎮：
- 丘胡伊夫市鎮（烏克蘭語：Чугуївська міська громада） (市級，行政中心：丘胡伊夫)
- 沃夫昌斯克市鎮（烏克蘭語：Вовчанська міська громада） (市級，行政中心：沃夫昌斯克)
- 茲米伊夫市鎮（烏克蘭語：Зміївська міська громада） (市級，行政中心：兹米伊夫)
- 馬利尼夫卡市鎮（烏克蘭語：Малинівська селищна громада） (鎮級，行政中心：馬利尼夫卡)
- 新波克羅夫卡市鎮（烏克蘭語：Новопокровська селищна громада (Харківська область)） (鎮級，行政中心：新波克罗夫卡)
- 佩切尼希市鎮（烏克蘭語：Печенізька селищна громада） (鎮級，行政中心：佩切尼希)
- 斯洛博然斯凱市鎮（烏克蘭語：Слобожанська селищна громада (Харківська область)） (鎮級，行政中心：斯洛博然斯凱)
- 舊薩爾蒂夫市鎮（烏克蘭語：Старосалтівська селищна громада） (鎮級，行政中心：舊薩爾蒂夫)
- 契卡洛夫斯凱市鎮（烏克蘭語：Чкаловська селищна громада） (鎮級，行政中心：普羅利斯內，旧名契卡洛夫斯凱)